# Selton
I Selton sono un gruppo folk rock e indie brasiliano residente a Milano.

## Storia del gruppo
Il gruppo si forma a Barcellona nel 2005, dove quattro amici di Porto Alegre, all'epoca compagni di scuola, si rincontrano casualmente e decidono di intraprendere un progetto musicale insieme. Iniziano suonando canzoni dei The Beatles a Parco Güell.
Nel 2006, scoperti per caso dall'executive producer del programma Giuliana Vano, partecipano al programma Italo Spagnolo di Fabio Volo, che viene registrato a Barcellona. In quell'occasione vengono notati dal produttore musicale di MTV Italia Gaetano Cappa che li invita in Italia per registrare un album. Gaetano Cappa e Marco Drago sono infatti i produttori del primo capitolo dei Selton.

### Banana à Milanesa(2008)
Il disco viene registrato all'Istituto Barlumen a Milano nel 2008 ed è intitolato Banana à milanesa. Il lavoro contiene alcune cover, reinterpretate in portoghese, di celebri brani di Jannacci e Cochi e Renato come La gallina, Canzone intelligente e Vengo anch'io. No, tu no. Oltre alla collaborazione all'interno dell'album, Enzo Jannacci ha dichiarato: "Felice che dall'altra parte del mondo ci sia un gruppo di giovani che apprezzi così tanto la mia musica", questo gruppo "ha una tale energia da avere un talento naturale, è sufficiente che salgano sul palco a suonare".
Il progetto discografico viene accolto molto bene dalla critica, ricevendo 4 stelle della rivista Rolling Stone e venendo eletto tra i 5 migliori dischi del 2008 secondo la rivista Internazionale. Dalla realizzazione del primo album vivono stabilmente a Milano.

### Selton(2010)
Nel 2010 la band pubblica il secondo capitolo intitolato Selton, prodotto da Tommaso Colliva. L'uscita del disco porta la band a esibirsi in più di 100 concerti viaggiando in Brasile, Belgio, Repubblica Ceca, Portogallo e Italia.
Nel 2012 contribuiscono alla creazione di una raccolta di cover su Max Pezzali, interpretando la canzone Come deve andare. L'album esce il 12 aprile 2012 ed è intitolato Con due deca.
Nel mese di novembre invece accompagnano Daniele Silvestri nella sua esibizione durante il Premio Tenco a Sanremo. Sempre con Silvestri registrano la canzone A bocca chiusa, con il quale il cantautore partecipa al Festival.

### Saudade(2013)
L'11 marzo 2013 il singolo Piccola sbronza, con la partecipazione di Dente, che anticipa la pubblicazione del terzo lavoro del gruppo. Infatti il 26 marzo 2013 esce Saudade per Ghost Records (distribuzione Self). Il disco esce poi anche in Brasile ad aprile dello stesso anno. Il progetto discografico, prodotto da Tommaso Colliva, contiene tracce cantate in tre lingue (inglese, portoghese e italiano) e vede la collaborazione di Dente e Arto Lindsay.
Il Saudade Tour esordisce il 6 aprile a Milano, per poi toccare le principali città italiane e alcune europee, come Lugano e Londra.

### Loreto Paradiso(2016)
A distanza di tre anni, il 18 marzo 2016 pubblicano Loreto Paradiso, il loro quarto album, che vede nuovamente la partecipazione di Tommaso Colliva come produttore, con un aiuto in pre-produzione di Federico Dragogna dei Ministri. Il disco contiene 11 brani tra cui Buoni propositi, Junto Separado e Voglia di infinito.
Dopo la realizzazione dell'album in studio, il gruppo inizia un lungo tour in giro per tutta Italia, partendo il 28 maggio suonando al festival MiAmi. Oltre alle tappe italiane, il 13 agosto i Selton partecipano all'edizione 2016 dello Sziget Festival, salendo sul palco del Lightstage.

### Manifesto tropicale(2017)
Il 23 giugno 2017 il pezzo Cuoricinici, accompagnato dal video girato da Imperat, anticipa l'uscita del loro quinto lavoro Manifesto tropicale, pubblicato poi il 1º settembre dello stesso anno. L'8 settembre viene rilasciato anche il secondo singolo Luna in Riviera, brano avvicinato dai critici alle canzoni migliori di Alberto Fortis e Fabio Concato. Quest'ultima fatica discografica segna il loro ingresso nel roster Universal. Il progetto è prodotto, registrato e mixato da Tommaso Colliva ai Fish Factory Studios di Londra. Su Rockol definiscono Manifesto tropicale come "un'essenza che non rinuncia mai alla contaminazione, come nel ponte fra ritmi etno-elettronica e pop".
L'album viene anche segnalato tra i migliori venti album del 2017 secondo la speciale classifica di fine anno di Rolling Stone.
A inizio novembre i Selton cominciano a girare tutta l'Italia con i pezzi dell'ultimo album attraverso il Manifesto tropicale Tour.
Il 28 dicembre 2017, tramite la loro pagina Facebook, i Selton ufficializzano l'uscita dal gruppo di Ricardo Fischmann.
Il 12 gennaio 2018, per la prima volta in tre sul palco, suonano a Radio 2 Live, programma radiofonico con Carolina Di Domenico e Pier Ferrantini, e il concerto venne trasmesso in diretta sul sito ufficiale e sulla pagina Facebook di Radio 2.
Dopo Cuoricinici e Luna in Riviera, il 26 gennaio arriva il terzo singolo tratto dal loro ultimo lavoro, ovvero Sampleando Devendra, omaggio a Devendra Banhart e accompagnato da un video diretto da Manel.
Forti del successo di quest'ultimo progetto e della tournée precedente, partono poi per il tour estivo Manifesto tropicale Summer Tour con più di trenta date che li porta a esibirsi nei maggiori festival italiani. Tra gli altri, il 28 luglio, salgono sul palco di Unite with Tomorrowland Italy. L'evento al Parco di Monza viene trasmesso in contemporanea via satellite in altri sette paesi nel mondo oltre che in Belgio dove ha sede il festival di musica elettronica più famoso del mondo, il Tomorrowland.
Nel frattempo intraprendono una serie di collaborazioni importanti, tra le quali in primis il progetto Beats From The Lido, un evento di Redbull Music durante il quale i Selton sono chiamati, insieme a Jolly Mare, a dare nuova vita a dieci grandi classici della canzone italiana, riarrangiandoli in studio e poi eseguendoli live al Viva Festival di Ostuni l'8 di luglio, con dieci artisti diversi.
Su invito di Levante, prendono parte a Tuborg Open, progetto musicale internazionale sponsorizzato dall'azienda Tuborg, che li vede coinvolti insieme a Lemandorle nella creazione di una nuova versione di Stay Open, già frutto della collaborazione tra Levante e le star globali Diplo e MØ. Il progetto prevede anche un evento finale live che si tiene il 18 ottobre al Fabrique di Milano, durante il quale i Selton si esibiscono insieme a Levante, Lemandorle, Ex-Otago e Holograph.

### Collaborazioni eBenvenuti(2019-oggi)
Il 15 marzo 2019 la band pubblica il brano Cercasi casa feat. Dardust, lanciato in anteprima attraverso una segreteria telefonica.
A maggio i Selton volano in Brasile insieme a Willie Peyote e Priestess per registrare due brani negli studi Red Bull di San Paolo, per poi spostarsi a Rio de Janeiro, sfondo del videoclip di Ipanema, il secondo singolo uscito a luglio, che vanta la collaborazione di Carlinhos Brown e di Malika Ayane.
Il 3 agosto 2019 sono stati invitati da Jovanotti alla tappa del Jova Beach Party al lido di Fermo.
A ottobre pubblicano il terzo singolo che anticipa l'album, Pasolini, canzone vicina al genere funk carioca. A novembre del 2019 salgono sul palco dei Magazzini Generali a Milano e di Largo Venue a Roma per due anteprime del tour 2020.
A luglio 2020 pubblicano Estate con la partecipazione della rapper Priestess, cover del brano di Bruno Martino.
Il 6 settembre 2020 salgono sul palco di Heroes all'Arena di Verona dove presentano in anteprima il singolo Fammi scrollare, in uscita il giorno successivo, che vede la partecipazione dei rapper Willie Peyote ed Emicida.
Il 5 febbraio 2021esce il singolo Sigaretta in mano a Dio, brano scritto dai Selton insieme a Dardust, mentre il 7 aprile 2021 viene pubblicato Karma Sutra, con la partecipazione di Margherita Vicario, ultimo singolo estratto dall'album Benvenuti in uscita la settimana seguente.
Il 16 aprile 2021 viene pubblicato Benvenuti, il sesto album in studio della band, la cui uscita viene accompagnata da Benvenuti a Casa Mia - The Sitcom, una web series di otto episodi interamente scritta e realizzata dai Selton andata in onda su DeejayTV a partire dal 30 marzo e poi pubblicata su YouTube. Ciascun episodio della serie è dedicato a un brano di Benvenuti e vede la partecipazione di numerosi ospiti speciali, come Margherita Vicario, Dente, Albi (Lo Stato Sociale), Myss Keta, Francesco Mandelli (regia), Nicola Savino e Rodrigo D'Erasmo.
A partire dal 12 giugno, i Selton intraprendono il Benvenuti in Tour, un tour estivo in tutta Italia dopo due anni di stop dovuti alla pandemia di COVID-19.
Il 2 dicembre 2021, pubblicano due bonus track dell'album Benvenuti: la prima, intitolata 30 m² (prodotta da Alessandro Di Sciullo) è stata scritta durante il lockdown del 2020 e fatta ascoltare in anteprima con Benvenuti a Casa Tua, iniziativa con cui i Selton si sono esibiti in acustico nel salotto di alcuni fan citofonando a casa loro; la seconda, registrata in Brasile e prodotta da Kastrup, è una versione alternativa di un brano già presente nell'album, intitolata Vieni a dormire da me (Chorinho Version).
Ad aprile 2024 tornano con due singoli, Fatal e Mezzo mezzo, che anticipano il loro successivo progetto musicale Gringo vol. 1, uscito il 10 maggio 2024.

## Formazione
Attuale
- Ramiro Levy – voce, chitarra, ukulele, tastiere, sintetizzatore (2005-presente)
- Daniel Plentz – percussioni, batteria, cavaquinho, chitarra, cori (2005-presente)
- Eduardo Stein Dechtiar – basso, cori (2005-presente)

Ex componenti
- Ricardo Fischmann – voce, chitarra (2005-2017)

## Discografia

### Album in studio
- 2008 – Banana à milanesa
- 2010 – Selton
- 2013 – Saudade
- 2016 – Loreto paradiso
- 2017 – Manifesto tropicale
- 2021 – Benvenuti
- 2024 – Gringo Vol.1

### Raccolte
- 2018 – Beats From the Lido (Red Bull Music)

### Singoli

#### Come artisti principali
- 2013 – Piccola sbronza (feat. Dente)
- 2016 – Voglia di infinito
- 2017 – Cuoricinici
- 2017 – Luna in Riviera
- 2018 – Sampleando Devendra
- 2019 – Cercasi casa (feat. Dardust)
- 2019 – Ipanema (feat. Malika Ayane e Carlinhos Brown)
- 2019 – Pasolini
- 2020 – Waiting in Vain
- 2020 – Estate (feat. Priestess)
- 2020 – Fammi scrollare (feat. Willie Peyote e Emicida)
- 2020 – Sigaretta in mano a Dio
- 2021 – Karma Sutra (feat. Margherita Vicario)
- 2024 – Fatal/Mezzo mezzo
- 2024 – Sangue latino (feat. Ney Matogrosso)

#### Come artisti ospiti
- 2021 – Saremo giovani (Bianco feat. Selton)
- 2022 – Chiara (Colla Zio feat. Selton)
- 2023 – Intro X (Daniele Silvestri feat. Fulminacci, Wrongonyou, Davide Shorty, Eva, Selton, Frankie hi-nrg mc, Giorgia, Franco126 e Emanuela Fanelli)

### Collaborazioni
- 2014 – Breque Bom (Toco feat. Selton)
- 2018 – Amalia Fado (Marco Mengoni feat. Vanessa da Mata e Selton)
- 2021 – Sesso, droga e lavorare (Lo Stato Sociale feat. Selton e Simon Says!)
- 2021 – Io e te (De Leve) (Gaia feat. Selton)
- 2023 – Il talento dei gabbiani (Daniele Silvestri feat. Selton)